# Triele
Die Triele (Burhinidae) sind eine Familie der Regenpfeiferartigen. Es handelt sich um meistens unauffällig gefärbte Vögel, die bodenbewohnend in offenen Landschaften aller Kontinente mit Ausnahme der Antarktis zu Hause sind. Es werden neun Arten in zwei Gattungen unterschieden, von denen eine auch in Europa beheimatet ist, der gemeine Triel.

## Merkmale
Triele sind mittelgroße Vögel mit kräftigen Beinen, kräftigem Schnabel und spitz zulaufenden, langen Flügeln. Die Körperlänge liegt zwischen 32 cm (Senegaltriel) und 59 cm (Langschwanztriel). Das Gefieder ist bei den Arten der Gattung Burhinus sandfarben und mit braunen oder schwarzen Flecken oder Streifen überzogen. Nur beim Perutriel ist diese Musterung nicht vorhanden, so dass der Vogel einfarbiger wirkt. Die Unterseite ist von noch blasserer Farbe. Die Esacus-Arten haben eine ungestreifte graue Oberseite. Auffälliger sind die Flügel, die bei Burhinus durch schwarze Handschwingen mit weißen Flecken auffallen, bei Esacus weiß sind. Ein Geschlechtsdimorphismus existiert nicht.
Die Beine, die ockerbraun bis gelb sind, sind durch ein deutlich verdicktes Intertarsalgelenk gekennzeichnet, daher der englische Name thick-knees (= Dickknie, obwohl es sich anatomisch nicht um ein Knie handelt). Die drei Zehen der Füße sind mit einer kurzen Spannhaut verbunden, eine Hinterzehe fehlt (Tridactylie). Der Schnabel ist kräftig, bei Burhinus dabei relativ gedrungen und vergleichsweise kurz, bei Esacus erheblich breiter und länger. Meistens ist er schwarz gefärbt und an der Basis gelb. Charakteristisch sind weiterhin die großen Augen mit meist gelber Iris. Der Schwanz ist kurz und bei Burhinus abgerundet, bei Esacus rechteckig.

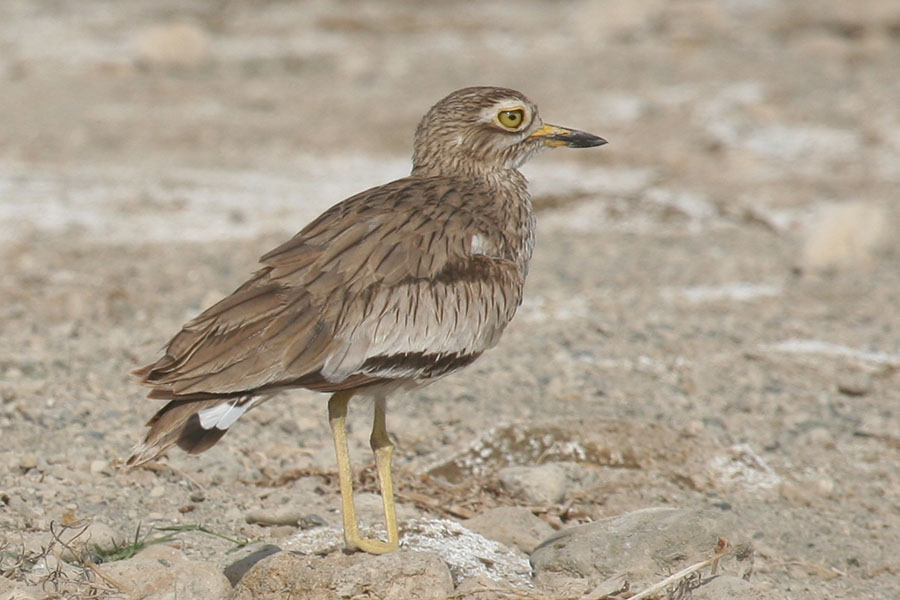
Senegaltriel

Triele verfügen über ein großes Repertoire pfeifender und klagender Laute, die sowohl von Art zu Art als auch innerhalb der Arten sehr variabel sind. Zahlreiche lokale Namen sind aufgrund charakteristischer Rufe entstanden, so der englische Name des europäischen Triels (stone-curlew), sowie regionale Bezeichnungen für den Perutriel (huerequeque) und den Langschwanztriel (willaroo).

## Verbreitung und Lebensraum
Triele sind auf allen Kontinenten außer Antarktika verbreitet, aber nicht lückenlos. Am dichtesten ist das Verbreitungsgebiet in Afrika. Nur in Europa und im westlichen Zentralasien kommen Triele auch in der nördlichen gemäßigten Zone vor. Zudem werden Südasien und Australien besiedelt, auf dem amerikanischen Doppelkontinent aber nur relativ kleine Areale in den Tropen. Der Lebensraum ist immer offenes Gelände und niemals Wald. Je nach Art werden allerdings vollkommen unterschiedliche Arten offener Lebensräume besiedelt; sind es bei einigen Wüsten, Halbwüsten und Savannen, so bevorzugen andere Flussufer und Meeresküsten.
In der Regel sind Triele Standvögel, mit der einzigen Ausnahme des europäischen Triels, dessen nördliche Populationen Zugvögel sind.

## Lebensweise

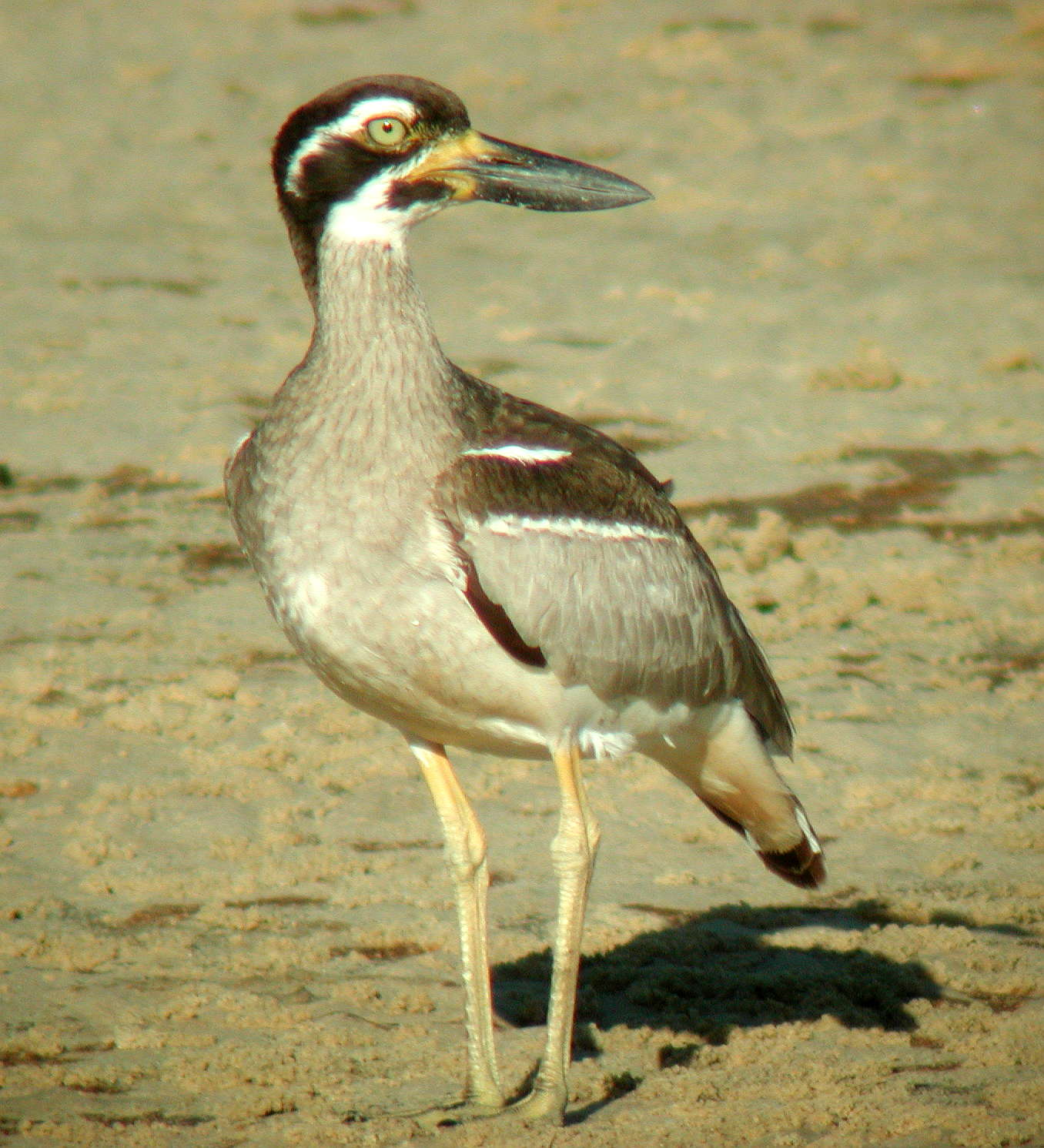
Rifftriel

Triele sind vorwiegend bodenbewohnende Vögel, die bei Bedrohungen eher rennen als fliegen. Mit der Ausnahme des Rifftriels sind sie dämmerungs- und nachtaktiv. Den Tag verbringen sie am Boden kauernd, oft im Schatten von Sträuchern oder Bäumen. Außerhalb der Brutzeit sind sie recht soziale Vögel, die sich zu kleinen Gruppen zusammenfinden, die einige Dutzend bis einige Hundert Individuen umfassen. Allerdings ist die Individuenzahl in diesen Verbänden vielerorts durch Bestandseinbrüche deutlich kleiner geworden.

### Ernährung
Nahrung wird beim Laufen vom Grund aufgepickt. Bei allen Arten dominieren wirbellose Tiere, und zwar vor allem Insekten, bei den küstenbewohnenden Arten Krabben. Der Rifftriel (nicht aber der Krabbentriel) lebt sogar nahezu ausschließlich von Krabben und anderen Krebstieren. In geringerem Umfang werden auch kleine Wirbeltiere wie Nagetiere, Frösche und Eidechsen sowie Vogeleier gefressen, wobei nicht überraschend vor allem die größeren Trielarten diese Beute zu sich nehmen.

### Fortpflanzung

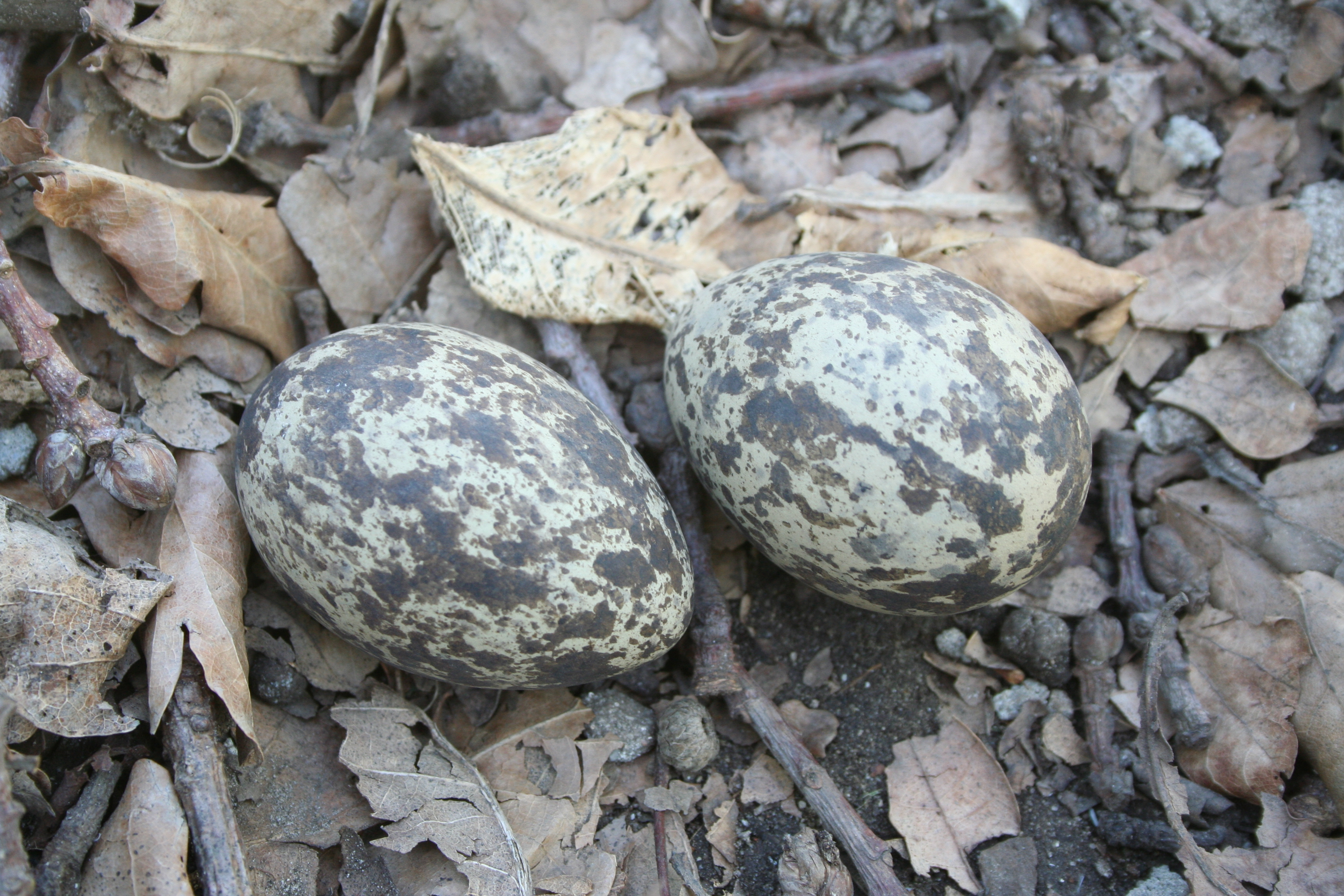
Gelege des Kaptriels

Triele leben in saisonaler oder lebenslanger Monogamie. Zur Brutzeit lösen sich die Verbände auf und die Paare bleiben allein; lediglich wenn Lebensraum knapp sind, brüten auch mehrere Paare in relativer Nähe zueinander. Das Nest wird meistens in sehr offenem Gelände ohne jeden äußeren Schutz errichtet, allein der Langschwanztriel brütet im Schutz von Sträuchern. Es besteht aus einer ausgekratzten Vertiefung im Boden, die manchmal gar nicht, meistens aber mit Steinen, Muscheln oder Tierdung ausgelegt wird. Eine Besonderheit ist die Vorliebe des Wassertriels, dieses Nest in getrocknetem Kot, zum Beispiel Elefantendung, anzulegen.
Der Rifftriel legt ein einziges Ei, alle anderen Arten legen zwei und nur in sehr seltenen Ausnahmefällen drei Eier. Die Größe beträgt zwischen 4,9 × 3,2 und 6,5 × 4,5 Zentimetern. Die Eier sind weißlich oder beige und mit braunen Flecken überzogen, wodurch eine gute Tarnung auf dem Untergrund gewährleistet ist. Beide Eltern brüten für eine Dauer von 24 bis 27 Tagen.
Die Jungen sind Nestflüchter. Sechs bis sieben Wochen werden sie von den Eltern begleitet, ehe sie flügge sind. Vor Raubtieren schützen sie sich, indem sie sich bewegungslos auf den Boden kauern und auf ihre Tarnung vertrauen. Die Elternvögel versuchen, Räuber von den Jungen wegzulocken, bei akuter Gefahr versuchen sie, den Angreifer mit Drohgebärden in die Flucht zu schlagen. Geschlechtsreif werden Triele im Alter von zwei bis drei Jahren.

## Stammesgeschichte
Die ältesten bisher bekannten Fossilien von Trielen stammen aus dem späten Oligozän Europas und Australiens.

## Systematik

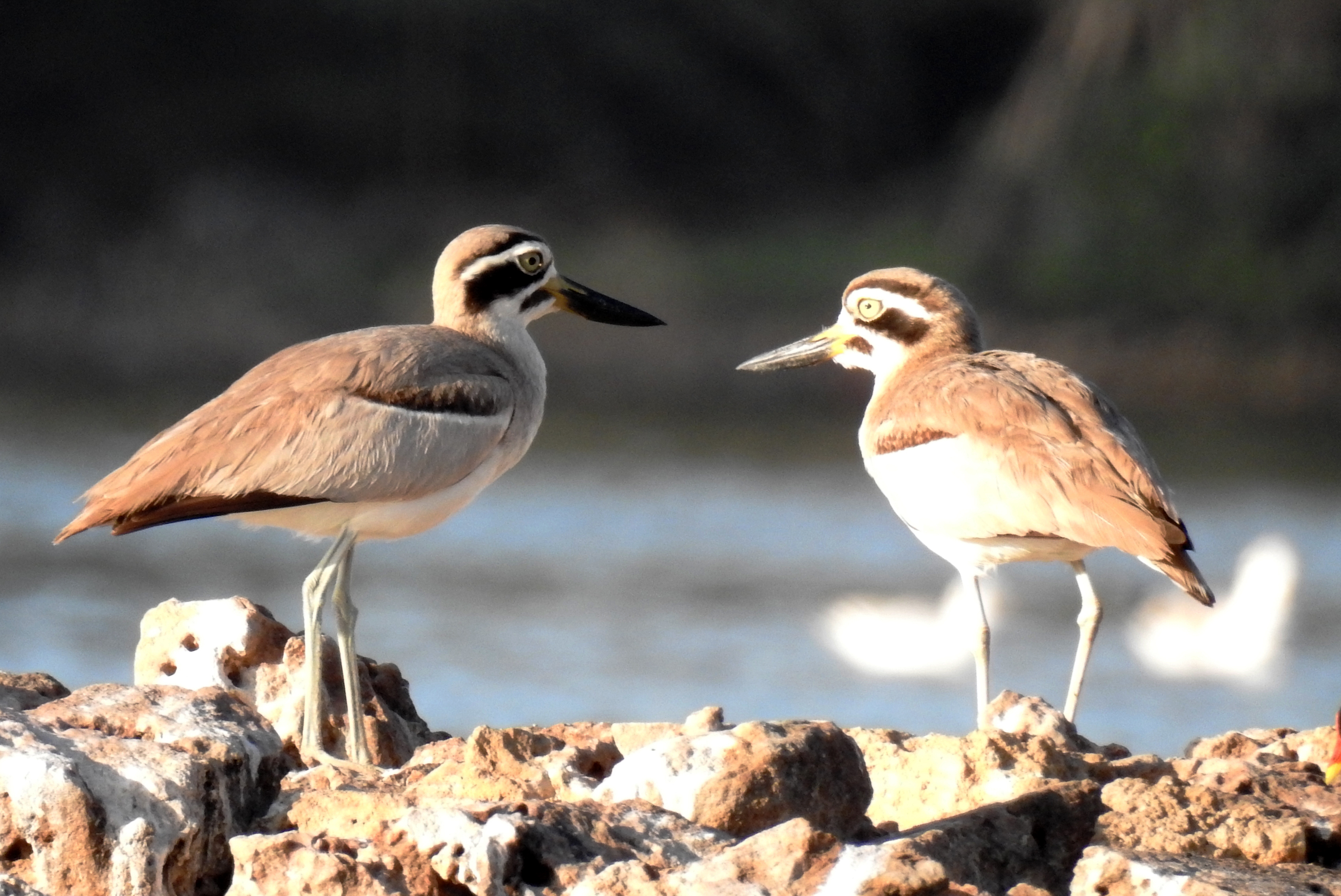
Krabbentriel

Wegen äußerer Ähnlichkeiten wurden Triele einst in die Nähe der Trappen gestellt. Heute besteht aber wegen der Merkmale des Skeletts, des Erscheinungsbildes der Jungen und der gemeinsamen Parasiten kein Zweifel an der Zugehörigkeit zu den Regenpfeiferartigen. Die nächsten Verwandten innerhalb dieser Ordnung sind die Scheidenschnäbel (Chionididae) und der Magellanregenpfeifer (Pluvianellus socialis).
Die Familie der Triele umfasst drei Gattungen und 9 Arten:
- Burhinus
  - Kaptriel (Burhinus capensis)
  - Langschwanztriel (Burhinus grallarius)
  - Triel oder Europäischer Triel (Burhinus oedicnemus)
  - Senegaltriel (Burhinus senegalensis)
  - Wassertriel (Burhinus vermiculatus)
- Esacus
  - Rifftriel (Esacus magnirostris)
  - Krabbentriel (Esacus recurvirostris)
- Hesperoburhinus[10]
  - Dominikanertriel (Hesperoburhinus bistriatus)
  - Inkatriel, früher Perutriel (Hesperoburhinus superciliaris)

Gelegentlich wurden alle Arten der Gattung Burhinus zugeordnet, sodass es dann nur eine Gattung gibt. Auf der anderen Seite wurde der Rifftriel manchmal in eine eigene Gattung Orthorhampus gestellt, wodurch sich die Zahl der Gattungen auf drei erhöht. Für den Langschwanztriel war auch der wissenschaftliche Name Burhinus magnirostris üblich. Dies führt zu einer Namensgleichheit mit dem Rifftriel (Esacus magnirostris), wenn dieser ebenfalls in die Gattung Burhinus gestellt wird. Daher wurden mehrere alternative Benennungen für den Rifftriel vorgeschlagen. Mittlerweile ist der akzeptierte Name für den Langschwanztriel Burhinus grallarius, da John Latham sowohl diesen Namen als auch Burhinus magnirostris zeitgleich prägte, weil er Populationen des Langschwanztriels für unterschiedliche Arten hielt.
2023 wurde Hesperoburhinus als dritte Trielgattung eingeführt. Grund war, dass eine aus den neuweltlichen Trielarten (Dominikanertriel u. Inkatriel) gebildete Klade die Schwestergruppe einer Klade der Gattungen Burhinus und Esacus ist und Burhinus in der alten Zusammensetzung deshalb keine monophyletische Gattung war.

## Menschen und Triele
Wegen ihrer nächtlichen Lebensweise spielen Triele keine große Rolle in menschlicher Folklore. Es gibt wenige Wechselbeziehungen. In Afrika ist der Senegaltriel ein Kulturfolger, so brüten zahlreiche Paare auf Hausdächern in Kairo.
Auf Artebene ist keine Art vom Aussterben bedroht. Die küstenbewohnenden Arten der Gattung Esacus werden von der IUCN beide im Status „potenziell gefährdet“ geführt.
Auch wenn keine Art insgesamt bedroht ist, gibt es doch besorgniserregende Bestandsrückgänge in einzelnen Regionen. Besonders dramatisch ist hier die Situation in Australien, wo zahlreiche Lebensräume zu Viehweiden geworden sind, so dass Huftiere nun die Gelege der Triele zertrampeln. Zudem werden Triele von eingeschleppten Raubtieren wie Katzen und Füchsen erbeutet. Aus zahlreichen dichter besiedelten Regionen des Kontinents sind Triele ganz verschwunden; auf Tasmanien ist der Langschwanztriel ganz ausgestorben. An den Küsten Australiens ist es intensive Nutzung durch Badegäste und Wassersportler, die den Rifftriel aus diesen Lebensräumen vertrieben haben.

## Namen
Der deutsche Name Triel, der ursprünglich nur auf die europäische Art angewendet wurde, ist vermutlich lautmalerisch für den Ruf dieser Art. Im englischen heißt der europäische Triel stone-curlew. Auch dieser Name ist lautmalerisch. Curlew ist der Brachvogel, dessen Rufe dem des Triels ähneln. Die gesamte Familie wird im englischen thick-knees nach dem verdickten Intertarsalgelenk genannt, das anatomisch nicht korrekt für das Knie eines Vogels gehalten werden kann. Der aus dem Afrikaans stammende Name dikkop (Dickkopf) für die afrikanischen Arten wird ebenfalls im englischen verwendet und bezieht sich auf den relativ großen Kopf.
Der wissenschaftliche Name Burhinus, von dem der Familienname Burhinidae abgeleitet ist, bedeutet „Ochsennase“ (griechisch bous, Ochse, und rhis, Nase).